# San Martino ai Pelamantelli

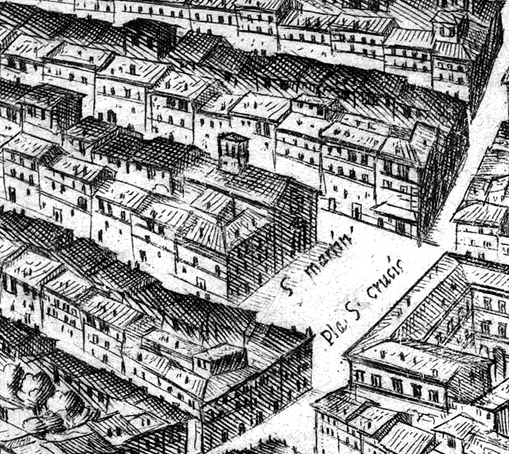
Detalhe do mapa de Antonio Tempesta (1593) mostrando a antiga igreja. Em frente a ela, do outro lado da praça, está hoje o Palazzo del Monte di Pietà.

San Martino ai Pelamantelli, também conhecida como San Martino de Panerella, era uma igreja de Roma que ficava localizada na atual Piazza del Monte di Pietà, no rione Regola. Era dedicada a São Martinho de Tours. "Pelamantelli" é uma referência aos cardeiros que viviam na região. A igreja era também conhecida como San Martinello por causa de suas dimensões reduzidas.

## História

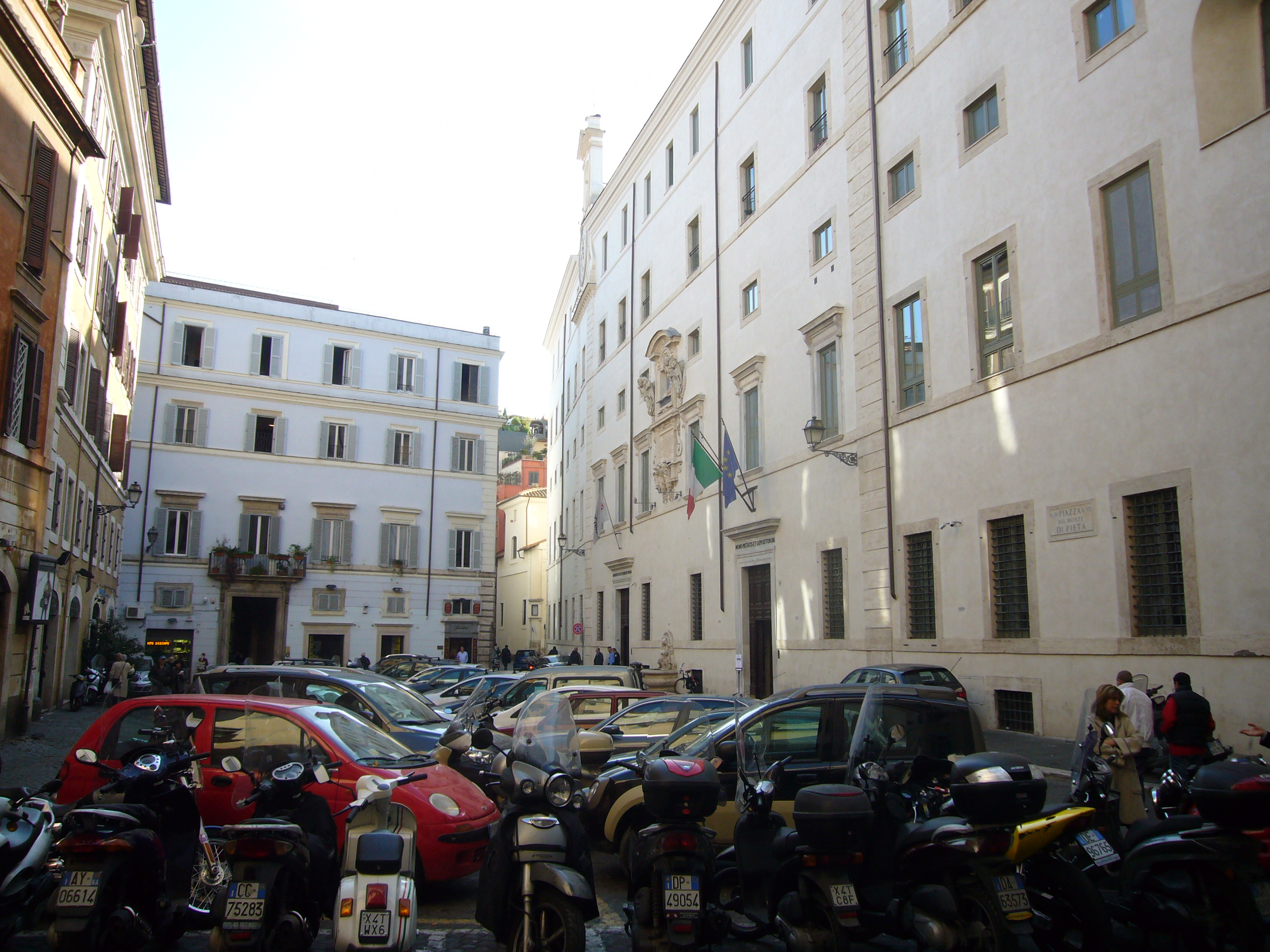
A igreja ficava onde está o prédio à esquerda, na esquina com a rua segue para fora da praça (Via dei Pompieri). O prédio à direita é o Palazzo del Monte di Pietà.

Esta igreja é mencionada numa bula promulgada em 1186 pelo papa Urbano III entre as igrejas subsidiárias de San Lorenzo in Damaso. Ela aparece também no Catalogo di Cencio Camerario, uma lista das igrejas de Roma compilada por Cencio Savelli em 1192, com o nome de Sco. Martino de Pannarella. 
Em 1220, a igreja estava em ruínas e foi restaurada por um monge chamado Gualterio, nativo de Rieti. A igreja foi sede de uma paróquia durante a Idade Média, mas a situação mudou no século XVI. Em 1604, ela foi entregue à Arciconfraternità della Dottrina Cristiana, uma arquiconfraria dedicada à catequese. No ano seguinte, o papa Leão XI reconstruiu a igreja e doou duas pinturas: "Jesus se revela a São Martinho" e "Jesus entre os Doutores", ambas de Agostino Ciampellis. Em 1746, o papa Bento XIV requisitou que a arquiconfraria se mudasse da dilapidada San Martino para Santa Maria del Pianto, para onde foram levados os itens móveis de maior valor, incluindo as pinturas. A igreja foi então entregue à confraria que comandava San Giacomo degli Spagnoli.
Ela já estava certamente abandonada e arruinada na época do Mapa de Nolli (1748). A data citada para sua demolição é setembro de 1747 e, durante as obras, ossos humanos, grilhões, pregos e vários instrumentos de tortura foram descobertos. Na crença de que se tratavam de restos de mártires, todo o material foi levado para San Giacomo.

## Descrição

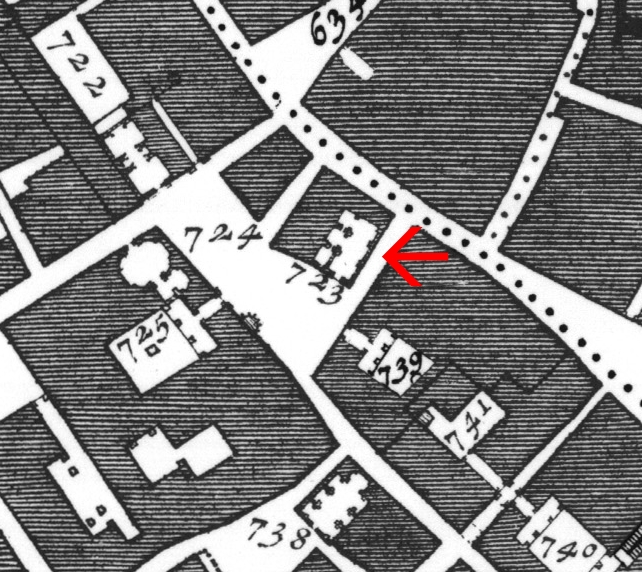
Detalhe do Mapa de Nolli (1748). Na época da publicação, a igreja já havia sido demolida. Estão presentes neste mapa ainda a igreja de Santi Teresa and Giovanni della Croce dei Carmelitani (722), o Palazzo del Monte di Pietà (724), a capela da Trinità al Monte di Pietà (725) e a igreja de San Salvatore in Campo (739).

A igreja ficava na esquina da Piazza del Monte di Pietà com a Via dei Pompieri. Porém, a linha das fachadas deste quarteirão de frente para a praça costumava ficar num ângulo diferente da atual. Por isso, a fachada da igreja ficava no interior de um edifício moderno atualmente no local, inclinada para trás da esquerda para a direita.
A planta da igreja era irregular. A nave tinha três baias, incluindo o presbitério, que não era arquiteturalmente definido. Estruturalmente, havia um corredor do lado esquerdo separado por uma arcada sustentada por dois pilares. Paredes dividiam o corredor em três capelas laterais; curiosamente, a primeira também tinha uma parede interna separando-a do corpo principal da igreja, marcando, provavelmente, o local onde ficava o batistério na época que a igreja era sede paroquial.